# Piz Suvretta
Piz Suvretta je vrchol nacházející se v pohoří Albula v kantonu Graubünden, ve Švýcarsku.

## Poloha
Jeho poloha je severně od města St. Moritz v hřebeni vrcholu Piz Bever (3 230 m). Na jeho jižním úpatí se nachází ledovcové jezero Lej Suvretta. Vrchol obklopují dvě doliny. Na západě je to údolí Val Bever, na východě potom Suvretta da Samedan.

## Přístup
Výstup na vrchol je možný ze dvou směrů. První je od jezera Lej Suvretta. Za jezerem začíná stezka od rozcestí ve výšce 2 617 m a pokračuje ne příliš dobře značeně do sedla Fuorcla Suvretta (2 966 m). Zde značení končí. Směr výstupu je však dobře patrný a v závěru lehkým lezením (I - II.UIAA) vychází na vrchol. Sestup stejnou cestou.
Délka: Svatý Mořic – Lej Suvretta (3,5 hod.) – Piz Suvretta (1,75 hod.)
Z konce doliny Val Bever je také možné vystoupit na Piz Suvretta. Výchozí bod v tomto případě je chata Chamanna Jenatsch (2 652 m). Přístup na ní je dlouhým podnikem (cca 4 hod.) Výstup vede od chaty opět do sedla Fuorcla Suvretta a dále již stejně jako předchozí varianta.